# Міндлін Фауст Петрович
Фауст Петрович Міндлін (́нар. 10 квітня 1951, Одеса)  — актор, режисер, телеведучий. Публіцист, письменник. Волонтер. Член Національної Спілки Театральних діячів України.

## Життєпис

### Родина
Виріс у творчій театральній родині. Дід  — Міндлін Іосиф Михайлович  — актор та режисер єврейського театру.
Мати — Рита Фаустівна Гендлін  — єврейська акторка, працювала у Львові та Одесі.

### Навчання
Закінчив Лєнінградський інститут театру музики та кіно (ЛДІТМІК), режисурі навчався у Київському інституті театру кіно і телебачення ім. І. Карпенка-Карого.

### Творча діяльність

Фауст Міндлін у ролі ув'язненого Шліхта, фільм «Червоний».

Після проходження служби в Радянській армії понад тридцяти років працював актором у театрах Одеси, найбільше  — в Одеському ляльковому театрі, де пройшов шлях до ведучого майстра сцени. Поєднував роботу, актора з обов'язками чергового режисера. Грав в антрепризних виставах.
Працював на одеських радіостанціях як ведучий та автор програм, вів авторську програму «Літературна вітальня». Як телеведучий створив авторську програму з історії Одеси «Час Фауста».
Ставив вистави в Одесі та інших містах України, писав п'єси для театрів. Брав участь у багатьох Міжнародних фестивалях, де отримував призи за найкращу чоловічу роль та Гран-прі. Лауреат та дипломант багатьох премій.
Активно знімається у кіно. Чергова робота у стрічці «Червоний» режисера Зази Буадзе.
У театрі зіграв понад 100 ролей.
- «Кіт у чоботях»  — Кіт.
- «Попелюшка»  — Король.
- «Рожевий Дракоша»  — Дракоша.
- «Стійкий олов'яний солдатик»  — Троль

Фауст Міндлін у ляльковому театрі

- «Казка про попа і наймита його Балду»  — Піп.
- «Червона шапочка»  — Вовк.
- «Скажи своє ім'я, солдате»  — Солдат.
- «Золоте ціпля»  — Вовк.
- «Казки дядечка Корнія»  — Дядечко Корній.
- «Три порося та вовк»  — Вовк
- «Козак та Чорт»  — Чорт
- «Посмішка клоуна»  — Клоун.
- «Блакитне цуценя»  — Джон.
- «Айболить»  — Бармалей.
- «До третіх півнів»  — Ведмідь.
- «Голий король»  — Міністр ніжних почуттів.
- «Шабос нахаму»  — Корчмар.

Зіграв роль Марка Шагала у виставі «Долання», яку бачили глядачі Одеси, Санкт-Петербурга, Вінниці, Львова, Києва. Ця вистава створена на театральній сцені Центру дітей-інвалідів Заслуженим діячем мистецтв України В. В. Тумановим. На цьому ж майданчику поставив моно-виставу за оповіданнями, листами та щоденниками Ісака Бабеля «Дві великих різниці». Також грав Остапа Бендера.

#### Ролі в кіно
| Рік  | режисер                             | назва                               | роль                                |
| ---- | ----------------------------------- | ----------------------------------- | ----------------------------------- |
| 1983 | О. Павловський                      | Зелений фургон                      | французький кулеметник, епізод      |
| 1989 | Ю. Міхульський                      | «Дежа вю»                           | Фотограф, епізод                    |
| 1993 | О. Ісаєв                            | «Зроби мені боляче»                 | бізнесмен у готелі, епізод          |
| 1991 | О. Ісаєв                            | «Путана, чи скляна троянда»         | епізод                              |
| 1994 | О. Бурко                            | «Мсьє Робіна»                       | шарманщик                           |
| 1993 | Р. Гай                              | «Перегони Тарганів»                 |                                     |
| 2004 | Ю.Стицьковський                     | "Дружна сімейка                     | Фотограф, епізод.                   |
| 2006 |                                     | «Іван Подушкін, джентльмен розшуку» | Нотаріус                            |
| 2012 | С. Шмелєв                           | «Провокатор» (серіал)               | Майор Карнаухов, начальник поліції  |
| 2013 | Є. Лаврентьєв                       | «Чорні кішки» (серіал)              | начальник складу Семен Захарович    |
| 2013 | Е. Паррі                            | «Шулер»                             | Сьома Равікович, директор санаторія |
| 2014 | Резо Гігінеишвілі, Леван Когуашвілі | «Син за батька» (серіал)            | Хіоніді, компаньйон Івана           |
| 2014 |                                     | «До побачення хлопчики!»            | Єфим Протасевич, продавець газет    |
| 2015 | В. Янощук                           | «Анка з Молдаванки»                 | екскурсант                          |
| 2016 | Заза Буадзе                         | «Червоний»                          | ув'язнений Шліхт                    |

2001  — почав роботу в Центрі реабілітації дітей-інвалідів ім. Бориса Літвака. Спочатку поєднував роботу в театрі та в реабілітаційному Центрі. З 2006 в Центрі працює на постійній основі. З жовтня 2014  — керівник відділу арт-терапії.
Створив програму арт-терапії, два танцювальних реабілітаційних колективи, театральний реабілітаційний колектив. Створив Сімейний театр батьків та пацієнтів. Цей проект був відзначений лауреатським дипломом «Платиновий Дюк» на Міжнародному проекту «Глорія».
До російсько-української війни брав участь у фестивалях для особливих людей у Москві, Севастополі отримав Гран-Прі у Запоріжжі, друге місце у Києві.
Керує театром створеним при Центрі (єдиним у світі при лікувальному закладі подібного роду).
Організатор традиційного фестивалю для дітей з особливими потребами «Під крилом Ангела» на майданчиках Центру реабілітації.
Організатор понад ста вистав творчих робіт майстрів мистецтв з Одеси, інших міст України та за кордону.

### Благодійність
Збирає проблемних дітей і ставить з ними вистави, виступає у притулках, дитячих будинках, лікарнях.

### Дослідження
Активно займається дослідженням історії національних театрів в Одесі: молдавського, єврейського, польського, болгарського, німецького.
2012  — брав участь у 7-х Міхоелсовських читаннях у Москві, робив доповідь про акторку Л. Бугову.

### Публіцистика
З історії єврейського театру написав низку статей, опублікував книжку «Єврейський театр, актори та долі». Готується до видання ще одна книжка, на даний момент збирає матеріал по всіх театрах. Виступає з лекціями.

### Нагороди
- Нагороджений Почесною відзнакою губернатора Одеської області.
- Почесним знаком міського Голови Одеси «Трудова слава».
- За роботу в Центрі реабілітації дітей-інвалідів отримав Почесний Знак «Ангел милосердя».

### Особисте життя
Дружина — Бараночнікова Людмила Констянтинівна, діти: Дмитро Міндлін 1975, Сорока Євген 1980.